# Kernkraftwerk THTR-300
Das Kernkraftwerk THTR-300 (Thorium-Hoch-Temperatur-Reaktor) war ein heliumgekühlter Hochtemperaturreaktor des Typs Kugelhaufenreaktor im nordrhein-westfälischen Hamm mit einer elektrischen Leistung von 300 Megawatt. Der THTR wird zu den größten Fehlentwicklungen bei deutschen Projekten der vergangenen 55 Jahre gezählt.

## Lage und Nutzung
Der Reaktor lag im Stadtbezirk Hamm-Uentrop im Stadtteil Schmehausen der Stadt Hamm in Nordrhein-Westfalen auf dem Gelände des Kraftwerks Westfalen.
Nachdem am Versuchsreaktor AVR (Jülich) das Funktionsprinzip des Hochtemperaturreaktors in Kugelhaufen-Bauweise erprobt worden war, wurde der THTR-300 als Prototyp für die kommerzielle Nutzung von Hochtemperaturreaktoren (HTR) gebaut. Er wurde 1983 testweise in Betrieb genommen, 1987 an den Betreiber übergeben und im September 1989 aus technischen, sicherheitstechnischen und wirtschaftlichen Überlegungen nach nur 423 Tagen Volllastbetrieb endgültig stillgelegt.

## Kernphysikalische Grundlagen des THTR

### Energiegewinnung
Die Energiegewinnung erfolgt wie in anderen Kernreaktoren durch Kernspaltung, die durch thermische Neutronen herbeigeführt und als Kettenreaktion kontrolliert aufrechterhalten wird. Als Moderator dient dabei Graphit anstatt Wasser, ähnlich wie in den britischen AGR oder dem russischen RBMK. Graphit ist beim THTR Hauptbestandteil der Brennelemente (siehe unten). Die Steuerung der Kettenreaktion erfolgt wie bei anderen Reaktortypen durch Steuerstäbe aus neutronenabsorbierendem Material. Die Besonderheit des Thorium-Hochtemperaturreaktors ist allerdings, dass er als Brennstoff nicht nur 235U aus natürlichen Uranvorkommen nutzt, sondern auch 233U. Dieses wird aus 232Th im laufenden Reaktorbetrieb in den Brennelementen erbrütet und teilweise sofort mitverbraucht.
Man erhoffte sich eine insgesamt bessere Ausnutzung von Brenn- und Brutstoffen als in Leichtwasserreaktoren, da graphitmoderierte Reaktoren aus neutronenphysikalischen Gründen im Prinzip höhere Abbrände gestatten als konventionelle Leichtwasserreaktoren (wenn auch geringere als schwerwassermoderierte Reaktoren wie z. B. der Typ CANDU). Die verwendeten HTR-Brennelemente ließen aber aus materialtechnischen Gründen nur begrenzte Abbrände zu, der theoretische Vorteil kam also kaum zum Tragen. Für einen geschlossenen Brennstoffkreislauf und eine weitgehende Brennstoff- und Brutstoffausnutzung wäre zudem eine Wiederaufarbeitung erforderlich gewesen. Ein dem PUREX-Wiederaufarbeitungsprozess analoger THOREX-Prozess für thoriumhaltige Brennelemente ist entwickelt worden, wurde aber nie in technischem Maßstab verwirklicht; die Aufarbeitung des HTR-Brennstoffs, der aus in Graphit eingebetteten coated particles besteht, wäre sehr teuer.
Das THTR-Reaktorkonzept gestattete also die teilweise Ausnutzung des auf der Erde im Vergleich zu Uran wesentlich reichlicher vorhandenen Thoriums zur Energiegewinnung. Thoriumhaltige Brennstoffe können jedoch auch in allen anderen Reaktortypen eingesetzt werden.
Bei Verwendung von Thorium müssen die frischen Brennelemente aus reaktorphysikalischen Gründen zusätzlich Material enthalten, das waffenfähig und leicht abtrennbar ist. Beim THTR-300 war dies Uran, das auf 93 % angereichert wurde. Wegen dieses waffenfähigen Urans waren die THTR-Brennelemente rechtlich gesehen Eigentum der EU (Euratom) und wurden dem THTR-Betreiber nur zum Verbrauch unter Euratom-Kontrolle überlassen. Wegen der Gefahr der Waffenverbreitung (Proliferationsgefahr) beendete US-Präsident Jimmy Carter bereits 1977 die Lieferungen von hochangereichertem Uran für Hochtemperaturreaktoren. Bis dahin waren etwa 1300 kg hochangereichertes Uran für HTR nach Deutschland geliefert worden. Diese Entscheidung bewirkte für später entwickelte Kugelhaufenreaktorkonzepte die Abkehr von Thorium und sah die Verwendung von niedrig angereichertem Uranbrennstoff (LEU) vor. Der THTR selbst hätte nur unter beträchtlicher Leistungseinbuße auf LEU-Brennstoff umgestellt werden können, was seine mittelfristige ökonomische Perspektive beeinträchtigte und vermutlich zu seiner Stilllegung beitrug. Um das Reaktivitätsverhalten bei Wassereinbruchstörfällen nicht weiter zu verschlechtern, hätte nämlich die Schwermetallbeladung der Brennelemente von 11 g pro Brennelement bei U/Th-Brennstoff auf unter 8 g bei LEU-Brennstoff abgesenkt werden müssen.

### Brutprozess
Die Umwandlung des Thoriums in 233U lässt sich als folgende Formel schreiben:
{\displaystyle \mathrm {^{232}_{\ 90}Th\ +\ _{0}^{1}n\ \longrightarrow \ _{\ 90}^{233}Th\ {\xrightarrow[{22,2\ min}]{\beta ^{-}}}\ _{\ 91}^{233}Pa\ {\xrightarrow[{26,97\ d}]{\beta ^{-}}}\ _{\ 92}^{233}U} }
In Worten: ein 232Th-Atomkern fängt ein thermisches Neutron ein und wird dadurch zu 233Th. Dieses zerfällt mit einer Halbwertszeit von 22,2 Minuten durch Betazerfall in 233Pa; dieser Kern geht mit knapp 27 Tagen Halbwertszeit durch einen weiteren Betazerfall in 233U über. Das Neutron in der obigen Formel entstammt dem normalen Spaltungsprozess des im Brennstoff enthaltenen 235U, oder zu einem geringeren Anteil der Spaltung des erbrüteten 233U. Das entspricht dem Erbrüten und der Verbrennung des Plutoniums bei Verwendung von 238U als Brutmaterial im Standardbrennstoff von Leichtwasserreaktoren.
Der THTR erbrütete zwar 233U, war aber kein Brutreaktor, da er weniger Spaltstoff erbrütete als er verbrauchte. Die ursprüngliche Absicht, Kugelhaufenreaktoren und speziell den THTR-300 als thermische Thoriumbrüter zu entwickeln, scheiterte an den zu hohen Neutronenverlusten in HTR, u. a. bedingt durch seine niedrige Leistungsdichte: Es konnte nur maximal etwa 4 % des THTR-Thoriuminventars zur Energieerzeugung genutzt werden, was zu einem Beitrag von knapp 30 % an der Leistung des Reaktors führte; der überwiegende Teil des Thoriums der Brennelemente war zur Endlagerung vorgesehen. Der THTR arbeitete mit einem Brutverhältnis von kleiner als 0,5, was seine Charakterisierung als Nahebrüter oder Hochkonverter kaum rechtfertigte.
Mittlerweile wird Thorium international wieder stärker als Brutstoff diskutiert. Allerdings sind Kugelhaufenreaktoren dabei kaum noch involviert, da eine effiziente Thoriumnutzung sowohl Brutreaktoren als auch eine Wiederaufarbeitung erfordern würde; beides ist mit Kugelhaufenreaktoren praktisch nicht zu erreichen.

## Brennelemente und Reaktorkern
Im THTR-300 waren die Brennelemente, in denen sich das Spalt- und Brutmaterial befindet, Kugeln mit sechs Zentimetern Durchmesser und einer Masse von rund 200 g. Diese haben eine äußere brennstofffreie Schale aus Graphit mit einer Dicke von 5 mm. Diese Schale ist nach Betriebserfahrung bruchgefährdet und generell in Normalatmosphäre brandgefährlich. Im Inneren ist der o. g. Brennstoff in Form von ca. 30.000 beschichteten Kügelchen (englisch coated particles, siehe Pac-Kügelchen) in eine Graphitmatrix eingebettet.
Als beschichtete Kügelchen wurden im THTR-300 noch zweifach beschichtete Partikel ohne Siliciumcarbid eingesetzt (BISO). Diese galten zwar schon ab ca. 1980 im Vergleich zu TRISO-Partikeln (dreifach beschichtete Partikel mit Siliciumcarbid) als veraltet, allerdings war ein Einsatz von TRISO-Partikeln im THTR-300 aus genehmigungstechnischen Gründen nicht mehr möglich. Jedes Brennelement enthielt ca. 1 g 235U und ca. 10 g 232Th in Form von Mischoxiden aus beiden Schwermetallen.
Die Wahl eines Mischoxidbrennelementes erwies sich als Auslegungsfehler, da bei seiner Wiederaufarbeitung im Unterschied zu den ursprünglichen Erwartungen kein brauchbarer Brennstoff zurückgewonnen werden kann: Aus 235U entsteht in einer Nebenreaktion zur Spaltung 236U, welches sich im Mischoxid nicht mehr vom erbrüteten Brennstoff 233U trennen lässt. Wegen des vergleichsweise hohen Einfangquerschnitts von 236U für thermische Neutronen eignete sich das aus einer Wiederaufarbeitung von THTR-300 Brennelementen gewonnene Uran damit nicht zur Rückführung in den THTR-300. Versuche, an Stelle eines Mischoxids getrennte Uran- und Thoriumpartikel zu verwenden, um reines 233U bei der Wiederaufarbeitung erhalten zu können, kamen nicht über das Experimentierstadium hinaus (feed/breed Konzept) und die fertiggestellte HTR-Wiederaufarbeitungsanlage JUPITER in Jülich konnte daher nie in Betrieb genommen werden. Vor dem Einsatz im THTR-300 wurden ca. 30.000 Brennelemente des THTR-Typs vom Forschungszentrum Jülich im AVR-Reaktor getestet.
Die brennstofffreie Schale der Brennelemente ist zusammen mit der Graphitmatrix für die mechanische Festigkeit des Brennelements verantwortlich. Graphit sublimiert erst bei ca. 3500 °C, d. h. bis nahe dieser hohen Temperatur wird ein Schmelzen der Brennelemente vermieden. Jedoch wird schon oberhalb von 1600 °C in erheblichem Umfang Radioaktivität aus den Brennelementen freigesetzt. Dennoch stellt der Erhalt der mechanischen Stabilität gemeinsam mit der vergleichsweise geringen Leistungsdichte einen begrenzten sicherheitsrelevanten Vorteil gegenüber den in Leichtwasserreaktoren üblicherweise verwendeten Brennstäben dar, die anfälliger für Überhitzungen sind. Allerdings waren die Kugelbrennelemente des THTR-300 in Normalatmosphäre brennbar (Entzündungstemperatur ca. 650 °C) und ein Unfall mit Lufteintritt in den Reaktor hätte einen Graphitbrand mit hoher Radioaktivitätsfreisetzung zur Folge gehabt. Leckagen des Dampferzeugers mit Wasser/Dampfzutritt in den Kern hätten zudem zu chemischen Reaktionen mit Graphit unter Bildung brennbarer Gase (Wasserstoff und Kohlenmonoxid) geführt.
Der Reaktor THTR-300 enthielt keinerlei Halterungen oder Führungen für die Brennelemente, sondern diese bildeten unter ihrem Eigengewicht eine Kugelschüttung (daher die Bezeichnung Kugelhaufenreaktor). Dadurch hatte dieser Reaktor den Vorteil, dass sich im Kern nur Materialien befinden würden, die auch einer Temperatur weit oberhalb der Betriebstemperatur standhalten könnten. Allerdings ergaben sich durch das Hineindrücken von Absorberstäben von oben beim Herunterfahren des Reaktors sehr ungleichmäßige mechanische Belastungen der Kugeln, was zu Kugelbrüchen und ungleichmäßigem Abbrand führte.
Nach der Entnahme aus dem Kern wurde der Abbrand, d. h. der Verbrauch an Kernbrennstoff eines Brennelementes bestimmt. Da diese Bestimmung im AVR Jülich nicht befriedigend funktioniert hatte, wurde im THTR-300 ein kleiner Hilfsreaktor mit 3,9 kg hochangereichertem Uran (U/Al-Legierung) verwendet, dessen Leistung sich nach Einschleusen einer Brennelementkugel entsprechend dem Spaltstoffgehalt der Kugel vergrößerte. Je nach Abbrand sollten die Kugeln entweder entnommen, an den Kernrand oder in den Bereich der Kernachse zurückgeführt werden.
Die Zahl der Betriebselemente (Brennelemente, Graphit- und Absorberkugeln) im THTR-300-Kern betrug 675.000 Stück. Rechnerisch wurde im Normalbetrieb eine maximale Kerntemperatur von ca. 1050 °C erreicht. Im Zentrum lagen die Temperaturen aber vermutlich höher, wie Messungen in Heißgassträhnen auswiesen.

## Funktionsprinzip des THTR
Im THTR-300 wurde durch den Reaktorkern im Primärkreislauf Helium unter einem Druck von ca. 40 bar geleitet. Das durch die Wärmetauscher („Dampferzeuger“) auf 250 °C abgekühlte Helium wurde oberhalb der Dampferzeuger von den Kühlgasgebläsen angesaugt und erneut dem Reaktorkern zugeführt. Helium hat als Edelgas gegenüber dem konventionellen Wärmeträger Wasser den Vorteil, dass es auch bei erhöhten Temperaturen nicht chemisch mit anderen Materialien reagiert, also keine Korrosion hervorruft. Damit können Metalle in Helium jedoch auch keine schützenden Oxidschichten aufbauen, was dazu führt, dass aus dem Graphit freigesetzte Verunreinigungen deutliche Korrosionseffekte an Metallen zur Folge haben. Helium besteht überwiegend aus 4He, das nicht in radioaktive Stoffe umgewandelt werden kann. Natürliches Helium enthält jedoch geringe Mengen an 3He, welches sehr leicht in radioaktives Tritium überführt wird und damit eine wesentliche Tritiumquelle im THTR-300 darstellte. Die Viskosität von Gasen wie Helium nimmt mit steigender Temperatur zu, was die nachteilige Folge haben kann, dass heiße Bereiche schlechter gekühlt werden.
Das Helium nimmt während des Durchströmens des Reaktors die Wärmeenergie des Kernspaltungsprozesses auf und wird durch Kühlgasgebläse in Heißgaskanälen zu den Wärmetauschern gepumpt. In diesen gibt es die Wärmeenergie an den mit Wasser betriebenen Sekundärkreislauf ab. Der Primärkreislauf und der Sekundärkreislauf sind also – wie bei einem Druckwasserreaktor – durch metallische Rohrwandungen voneinander getrennt, so dass keine Verbindung zwischen dem radioaktiven Primärkreislauf und dem fast nicht radioaktiven Sekundärkreislauf besteht.
Der in den Dampferzeugern produzierte Wasserdampf strömt durch die Frischdampfleitungen zum Hochdruckteil einer Dampfturbine, wird anschließend in den Dampferzeugern erneut erhitzt, durchströmt dann den Mittel- und Niederdruckteil einer Dampfturbine, wird schließlich im Kondensator durch den eigentlichen Kühlkreislauf (Tertiärkreislauf) abgekühlt und als Kondensat (also Wasser) niedergeschlagen. Dieses Kondensat wird von den Hauptkühlmittelpumpen (Wasserpumpen) durch die Vorwärmer zum Entgaser mit Speisewasserbehälter gefördert und wieder den Dampferzeugern zugeführt.
Der Tertiärkreislauf hat keinen direkten Kontakt zum Sekundärkreislauf. Die Kühlwasserpumpen fördern das Kühlwasser zum Trockenkühlturm, wo es in geschlossenen Kühlelementen durch die vorbeistreichende Luft abgekühlt wird. Das so abgekühlte Wasser strömt danach zurück zum Oberflächenkondensator.

## Bau und Betrieb

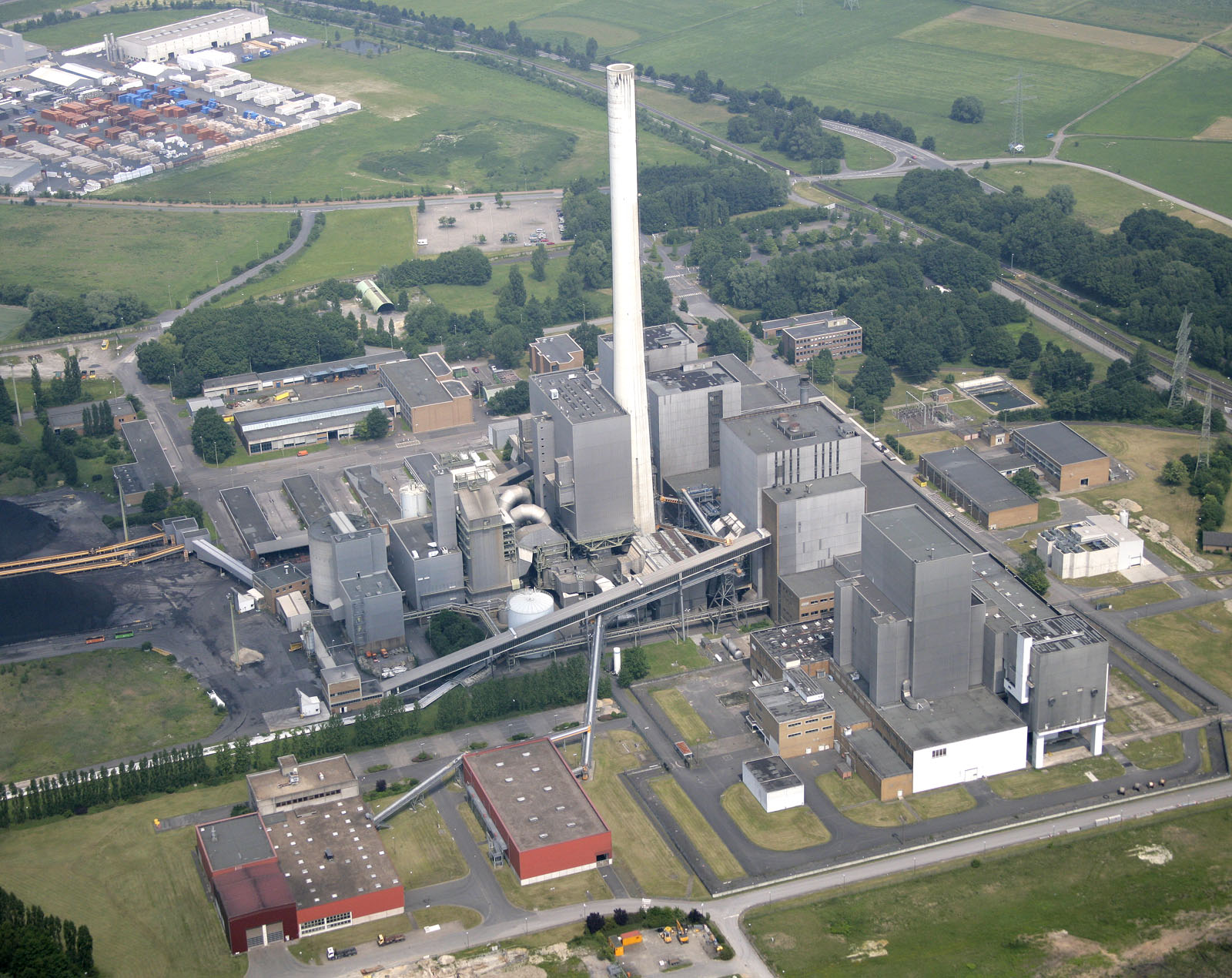
Fossiles Kraftwerk Westfalen mit benachbartem THTR unten rechts

Vorplanungen gab es ab 1962. Die Erstellung baureifer Unterlagen zum Kernkraftwerk THTR-300 erfolgte 1966 bis 1968 durch ein Konsortium aus Brown, Boveri & Cie/Krupp, Euratom und Forschungszentrum Jülich, damals KFA Jülich, unter Leitung von Rudolf Schulten. Die Planungsarbeiten erfolgten also schon parallel zur Inbetriebnahme des kleineren Kugelhaufenreaktors AVR in Jülich, was negativ zur Folge hatte, dass Betriebserfahrungen des AVR kaum in das THTR-Konzept einfließen konnten. Diese Eile bei Planung und Baubeginn des THTR-300 war bedingt durch die Ende der 1960er-Jahre erfolgte Markteinführung von Leichtwasserreaktoren, mit denen man gleichziehen wollte. Bauherr des THTR-300 war die 1968 gegründete HKG Hochtemperatur-Kernkraftwerk GmbH Hamm-Uentrop, deren Muttergesellschaften sechs mittelgroße und kleinere regionale Elektrizitätsversorger waren. Der THTR-300 war als kommerzielles Kernkraftwerk zur Erzeugung elektrischer Energie ausgelegt und vergleichbar mit dem Reaktor im Kernkraftwerk Fort St. Vrain (kein Kugelhaufenreaktor, sondern ein sogenannter Block-Type-HTR) in den USA. Da ein Druckbehälter der erforderlichen Größe aus Stahl nicht gebaut werden konnte, wurde er als integrierter heliumdichter Spannbetonbehälter ausgeführt, und für einen Betriebs-Innendruck von etwa 40 bar ausgelegt. Die thermische Leistung des Reaktors betrug 750 Megawatt (MW). Mit dem Bau der schlüsselfertigen Anlage wurde ein Konsortium aus den Firmen BBC, Krupp Reaktorbau GmbH und Nukem beauftragt.
Fünf Tage vor dem vorgesehenen ersten Spatenstich im Juni 1971 verließ Krupp das Baukonsortium und stellte seine Aktivitäten für Kugelhaufenreaktoren ein, da es in der Firmenleitung u. a. aufgrund von mittlerweile vorliegenden Betriebsergebnissen des AVR Jülich ernste Zweifel am Kugelhaufenreaktorkonzept gab. Das führte zu ersten Verzögerungen von sechs Monaten. BBC erwog nach dem Krupp-Ausstieg auch den Umstieg vom Kugelhaufenkonzept zum anspruchsloseren prismatischen Brennelement der US-HTR, was aber auf Widerstand aus Jülich stieß. Nicht verhindern konnte Jülich, dass 1973 umfangreiche Planungen und sogar ein Genehmigungsverfahren für einen größeren HTR mit prismatischen Brennelementen, der neben dem THTR errichtet werden sollte, begannen, die aber wegen der technischen Schwierigkeiten von HTR nach wenigen Jahren zugunsten von Planungen für Druckwasserreaktoren aufgegeben wurden. Aus den projektierten und vertraglich festgeschriebenen fünf Jahren Bauzeit für den THTR wurden aufgrund technischer Probleme und strengerer Auflagen schließlich 15 Jahre, die Baukosten stiegen von 1968 geschätzten 300 bis 350 Millionen DM und zu Baubeginn angegebenen 690 Millionen auf schließlich mehr als vier Milliarden DM. Von den Baukosten haben die Bundesregierung 63 % und das Land NRW 11 % getragen. Ebenfalls aus Steuermitteln stammte der Finanzierungsbeitrag durch die Investitionszulage, der knapp 10 % der Baukosten abdeckte. Eingeweiht wurde das Kraftwerk vom damaligen Bundesforschungsminister Heinz Riesenhuber am 13. September 1983 und zum ersten Mal mit einer sich selbst erhaltenden Kettenreaktion in Betrieb genommen. Bereits während der Inbetriebnahmephase traten so viele Probleme auf, dass die Stadtwerke Bremen ihren Anteil am THTR-300 zum symbolischen Preis von 1 DM an den HKG-Hauptgesellschafter Vereinigte Elektrizitätswerke Westfalen (VEW) abgaben, um dem Haftungsrisiko zu entgehen. Kurz danach gab es weitere, allerdings vergebliche Versuche von Minderheitsgesellschaftern (u. a. Stadtwerke Bielefeld und Wuppertal), ihre Anteile abzugeben oder an VEW zu übertragen. Die Teilgenehmigung der atomrechtlichen Genehmigungsbehörde zum regulären Betrieb wurde erst am 9. April 1985 erteilt. Der THTR erhielt keine Dauerbetriebsgenehmigung, sondern eine auf 1100 Volllasttage bzw. bis längstens 1992 befristete Betriebsgenehmigung, die nach erfolgreichem Leistungsversuchsbetrieb in eine Dauerbetriebsgenehmigung hätte umgewandelt werden können. Des Weiteren hätte nach 600 Tagen Volllastbetrieb ein schlüssiges Brennelement-Entsorgungskonzept vorgelegt werden müssen. Am 16. November 1985 wurde der erste Strom ins Netz eingespeist. Wegen der erheblichen Störungen schon in der Inbetriebnahmephase verweigerte die HKG bis zum 1. Juni 1987 die Übernahme der Anlage.
Von 1985 bis zur Stilllegung 1989 verzeichnete der THTR-300 nur 16.410 Betriebsstunden mit einer abgegebenen elektrischen Energie von 2.756.000 MWh (Brutto: 2.881.000 MWh). Das entspricht 423 Volllasttagen. Die für einen ökonomischen Betrieb erforderliche Arbeitsverfügbarkeit von mindestens 70 % wurde in keinem Betriebsjahr erreicht (1988: 41 %). Für die im THTR erzeugte Elektrizität gab es eine Abnahmegarantie zu einem an der Steinkohleverstromung orientierten Preis, der damals um etwa 40 % über dem Abnahmepreis für Leichtwasserreaktoren lag; das ist als zusätzliche Subventionierung des THTR zu interpretieren.
1982 plante eine Firmengruppe aus Brown, Boveri & Cie. und Hochtemperatur Reaktorbau GmbH (HRB) mit dem HTR-500 einen Nachfolger des THTR-300 mit einer thermischen Leistung von 1250 MW und einer elektrischen Leistung von 500 MW. Es kam zwar zu einem Genehmigungsverfahren, aber die Elektrizitätswirtschaft lehnte einen Bauauftrag wegen der im Vergleich zu Leichtwasserreaktoren wesentlich höheren Anlagekosten ab. Neben dem THTR-300 sollte das Kernkraftwerk Hamm gebaut werden. Der Plan wurde jedoch verworfen. In unmittelbarer Nachbarschaft des THTR-300 liegt das Kraftwerk Westfalen zur Kohleverstromung.

## Probleme und Störfälle
Störfälle (entsprechend der erst 1990, also nach THTR-Stilllegung, eingeführten IAEA-Einordnung INES ≥ 2) sind im THTR-300 nach Angaben der Atomaufsichtsbehörde nicht aufgetreten. Das wird von der Umweltbewegung bezweifelt, die bei Vorgängen am 4. Mai 1986 (s. hier) eine absichtliche Freisetzung vermutet, die deutlich höher sein könnte als bisher eingeräumt und die ggf. als Störfall eingeordnet werden müsste. Die mehr als 120 bekannten meldepflichtigen Ereignisse bei nur 423 Tagen Volllastbetrieb wurden vielfach als Beweis für die Unausgereiftheit der Kugelhaufentechnologie gewertet. Der Ausfall der sicherheitsrelevanten Feuchtefühler am 7. September 1985 wurde der damals gültigen zweithöchsten Meldekategorie B zugeordnet. Der THTR-300 galt ursprünglich aufgrund des Funktionsprinzips, bei dem keine Kernschmelze auftreten kann, als wesentlich unfallsicherer als andere Reaktortypen. Allerdings wurde bereits 1984 vom Institut für nukleare Sicherheitsforschung des Forschungszentrums Jülich gezeigt, dass ein Kühlmittelverlust im THTR-300 zu sehr hohen Temperaturen führt (2300 °C), was auch ohne Kernschmelze eine massive Radioaktivitätsfreisetzung zur Folge hat. Als nachteilig erwies sich dabei auch der Spannbetonbehälter, da Beton sich beim Erhitzen unter Wasserdampffreisetzung zersetzt und der entstehende Wasserdampf mit dem heißen Graphit chemisch reagiert. Ein lange Zeit vertraulich gehaltenes Gutachten für die NRW-Landesregierung von 1988 bescheinigte dem THTR-300 bei Wassereinbruchstörfällen durch Dampferzeugerrohrbrüche sogar das Risiko von nuklearem Durchgehen, bis hin zu ähnlichen Szenarien wie der Nuklearkatastrophe von Tschernobyl. Diese Ähnlichkeit zum Tschernobyl-Kernreaktor wird verursacht durch die Verwendung von Graphit als Moderator in beiden Reaktortypen. Befürworter der Kugelhaufentechnologie konnten dieses Gutachten im Zuge der Untersuchungen der AVR-Expertengruppe nicht widerlegen.
Auch gab es Probleme bei der Betriebssicherheit. Unter anderem traten durch die Abschaltstäbe, die von oben in den Kugelhaufen hineingedrückt wurden, wesentlich häufiger als vorausberechnet Bruchschäden an den Brennelementen auf. Insgesamt wurden 25.000 beschädigte Brennelemente gefunden, was etwa das tausendfache der Erwartungen für einen 40-jährigen Betrieb war. 1988 musste der Reaktor jeweils nach sechs Wochen Betrieb für mindestens eine Woche abgeschaltet und kaltgefahren werden, um defekte Brennelemente aus dem Sammelbehälter zu entfernen. Die hohe Bruchrate war vermutlich eine Folge der in Helium ungünstigen Reibungseigenschaften, die für den THTR-300 nicht hinreichend untersucht worden waren. Die Reibung der Absorberstäbe konnte zwar durch Einspeisung von Ammoniak vermindert werden, was allerdings zu einer unzulässig hohen Korrosionsrate an metallischen Komponenten führte. Der entstandene Kugelbruch drohte die Reaktorkühlung durch die Verstopfung von Kühlgasbohrungen im Bodenreflektor zu verschlechtern; für eventuelle zukünftige Anlagen wurde daher eine Auslegung vorgeschlagen, die weniger zu Verstopfungen neigen sollte.
Am 23. November 1985 fuhren 7 Abschaltstäbe beim Versuch einer Reaktorabschaltung nicht vollständig ein, sondern verklemmten sich im Kugelhaufen, da die Ammoniakeinspeisung fehlte. Die Isolation des Betons war stellenweise unzureichend, so dass er zu heiß wurde; eine Reparatur war nicht möglich und der schadhafte Bereich musste regelmäßig inspiziert werden, was jedes Mal eine Abschaltung des Reaktors erforderlich machte. Wegen der bereits genannten Reibungsprobleme und möglicherweise auch des Kugelbruchs flossen die Kugeln nicht so wie erwartet, sondern im Zentrum um einen Faktor 5 bis 10 schneller als am Rand. Das führte dazu, dass der Reaktor im unteren Zentrum um mindestens 150 °C zu heiß wurde.
Vermutlich durch überheiße Gassträhnen wurden im Jahr 1988 36 Haltebolzen der Heißgasleitung so beschädigt, dass sie brachen; auch einzelne Graphitdübel im keramischen Reaktorbereich versagten. Eine Reparatur der Bolzen- und Dübelschäden war nicht möglich. Eine Kugelentnahme war nur bei verringerter Leistung möglich und konnte daher nur sonntags vorgenommen werden. Außerdem war die Herstellung der Kugelbrennelemente nicht garantiert und deren Wiederaufbereitung nicht möglich. Daher wurden die mittlerweile aufgegebenen Hochtemperaturreaktoren in Südafrika ohne Wiederaufarbeitung geplant; dieser Nachteil sollte durch einen im Vergleich zu leichtwassermoderierten Reaktoren etwas höheren Abbrand und damit einer besseren Ausnutzung des vorhandenen Kernbrennstoffs teilweise kompensiert werden.

### Emission radioaktiver Aerosole am 4. Mai 1986 unmittelbar nach dem Tschernobyl-Unfall
Ein meldepflichtiges Ereignis mit Freisetzung von Radioaktivität am 4. Mai 1986 ereignete sich, kurz nachdem radioaktive Niederschläge herrührend vom Tschernobyl-Unfall über Hamm niedergegangen waren. Die Emissionen aus dem THTR fielen zunächst nicht auf. Allerdings hat ein anonymer Informant aus der Belegschaft des THTR-300 Aufsichtsbehörden und Umweltverbände über eine verheimlichte radioaktive Emission am 4. Mai 1986 informiert. Der Betreiber stritt in einem Eilbrief vom 12. Mai 1986 an alle NRW-Landtagsabgeordneten jede Unregelmäßigkeit ab. Erst als 233Pa in unüblich hoher Konzentration in der Kaminabluft des THTR-300 detektiert wurde, welches nicht aus Tschernobyl, sondern nur aus dem Thorium von zerbrochenen Brennelementen des THTR-300 stammen konnte, wurde nach und nach klar, dass es aus dem THTR-300 signifikante radioaktive Emissionen in die Umgebung gegeben haben musste. Nach internen Untersuchungen der HKG entfielen mehr als 40 % der auf den THTR zurückzuführenden freigesetzten Aktivität auf 233Pa. Am 30. Mai 1986 behauptete das Öko-Institut, dass etwa 75 % der Aktivität in der Nähe des THTR auf diesen selbst zurückzuführen seien. Etwas später zeigte Dietrich Grönemeyer hohe Freisetzungen aus dem THTR bei den Behörden an. Am 3. Juni 1986 wurde der THTR durch eine atomrechtliche Weisung der Düsseldorfer Aufsichtsbehörde bis zur Aufklärung stillgelegt. Die Weisung war erforderlich, weil die THTR-Betreiber nicht freiwillig auf eine Wiederinbetriebnahme verzichten wollten. Am selben Tag erklärten die Betreiber schließlich, Ursache der Freisetzung von Radioaktivität sei eine Fehlsteuerung in der Beschickungsanlage des Reaktors gewesen, wiesen aber die Behauptungen des Öko-Instituts zurück. Bis dahin hatten die Betreiber behauptet, es habe sich um eine zulässige, nicht meldepflichtige Radioaktivitätsableitung gehandelt, also um eine Emission auf einem dafür vorgesehenen Weg und unterhalb von Grenzwerten. Emissionen auf nicht dafür vorgesehenen Wegen oder oberhalb von Grenzwerten sind demgegenüber meldepflichtige Freisetzungen. Die NRW-Landesregierung vertrat damals die Auffassung, es handle sich schon wegen des Emissionsweges um eine meldepflichtige Freisetzung, die nicht pflichtgemäß gemeldet worden sei. Die Stilllegungsverfügung wurde am 13. Juni 1986 mit Auflagen aufgehoben.
Von THTR-Kritikern wurde vermutet, dass die HKG die radioaktive Emission in der Hoffnung verheimlicht hatte, sie könne wegen der Radioaktivität aus Tschernobyl nicht nachgewiesen werden; Motiv für ein Verheimlichen könnte gewesen sein, dass der Vorfall auf einige Schwachstellen bei Kugelhaufenreaktoren hinweist, nämlich radioaktiven Staub, Kugelbruch und ein fehlendes Volldruckcontainment. Dieser Vorfall (insbesondere die Versuche, ihn zu verheimlichen) und die daraus resultierende intensive Berichterstattung in den Medien verschlechterten das bis dahin positive Bild von Kugelhaufenreaktoren in der deutschen Öffentlichkeit erheblich. Der Physiker Lothar Hahn äußerte in einem Gutachten zur Sicherheit des THTR-300 im Juni 1986 vor dem Hintergrund dieses Vorfalls: Bereits heute lässt sich die Schlussfolgerung ziehen, dass die Technologie des Kugelhaufenreaktors gescheitert ist.

#### Ergebnisse der behördlichen Untersuchung
Die Aufsichtsbehörde in Düsseldorf begann am 30. Mai 1986 mit intensiven Untersuchungen zur Aerosolemission am 4. Mai 1986. Die Ergebnisse werden im Strahlenschutzbericht der NRW-Landesregierung für das 2. Quartal wie folgt zusammengefasst:
Am 4. Mai 1986 wurde zur Einschleusung von Absorberelementen die Brennelement-Beschickungsanlage abweichend von den Betriebsvorschriften nicht im automatischen, sondern im Handbetrieb gefahren. Durch einen Bedienungsfehler kam es zu einer Fehlsteuerung im Verfahrensablauf. Dadurch wurde die Einschleusungsstrecke der Beschickungsanlage, die mit radioaktiven Aerosolen verunreinigtes Helium enthielt, zum Abluftkamin druckentlastet, mit der Folge einer Emission radioaktiver Aerosole über den Abluftkamin (150 m Höhe).
Die am 4. Mai 1986 emittierte Aerosolaktivität ist nicht größer als 2 · 108 Bq; dieser Wert ist das Ergebnis der Auswertung des Aerosolsammelfilters für alle Abgaben in der 18. KW, von dem die Vorbelastung durch die Auswirkungen des Reaktorunfalls in Tschernobyl abzuziehen ist, um den Wert der durch den Betrieb des THTR bedingten Emissionen zu gelangen. Wegen der u. a. auf der begrenzten Messgenauigkeit beruhenden Schwierigkeiten, den Tschernobyl-Anteil auf dem Filter genau zu bestimmen, ist nicht eindeutig festzustellen, ob die für Abgaben radioaktiver Stoffe aus dem THTR genehmigten Grenzwerte nicht geringfügig überschritten worden sind.
Selbst wenn jedoch unterstellt wird, dass die Emission von 2 · 108 Bq ausschließlich auf den THTR zurückzuführen wäre, ergäbe eine rechnerische Abschätzung der Bodenkontamination den Wert < 1 Bq/m² am ungünstigsten Aufpunkt. Dieser liegt bei einer Kaminhöhe von 150 m und den meteorologischen Ausbreitungs- und Ablagerungsbedingungen am 4. Mai 1986 in 2000 bis 3000 m Abstand vom THTR-300; ein messtechnischer Nachweis dieses Kontaminationsbeitrags ist nicht möglich.
Die Grenzwerte für den THTR sind:
- Maximal zulässige Aerosolemission summiert über 180 aufeinanderfolgende Tage: 1,85 · 108 Bq
- Maximal zulässige Emission an einem einzelnen Tag: 0,74 · 108 Bq.

Der Gutachter TÜV vermutet, dass diese Grenzwerte knapp unterschritten wurden.
Die Behörde geht von einer Heliumemission bei der stoßartigen Freisetzung von < 0,5 m³ aus.
Das Ereignis wurde formal nicht als Störfall eingeordnet.

#### Unsicherheiten und Schwachstellen der behördlichen Untersuchung
Der Abschlussbericht erwähnt einige Umstände, welche die Aussagekraft des Berichts beeinträchtigt haben könnten. Diese Schwachpunkte, vor allem die zeitweise Unterbrechung der Aufzeichnung von Emissionsdaten durch den Betreiber, gewinnen zusätzliche Bedeutung durch die später diskutierten Vorwürfe (2016) eines früheren THTR-Mitarbeiters, es habe sich um absichtliche stoßartige Emissionen radioaktiver Aerosole gehandelt.
1. Etwa zeitgleich zum Eingang der automatischen Gefahrenmeldung in der Reaktorwarte „Aerosolaktivitätskonzentration am Kamin hoch“ aufgrund einer stoßartigen Emission unterbrach der Betreiber nach Angaben der Behörde „in einer Phase des Wiederanstiegs der Aktivitätsemission“ die Aufzeichnung der über den Kamin emittierten aerosolgetragenen Aktivität für einen „nicht mehr eindeutig ermittelbaren Zeitraum“. Der Betreiber begründete das mit Maßnahmen zum „Zeitabgleich“ am aufzeichnenden Schreiber. Der Vorgang wurde vom Betreiber auf dem Messschrieb kurz vermerkt. Für diesen Zeitraum existiert keine Überwachung der Aerosol-Aktivitätsabgabe über den Kamin. Die Behörde schreibt dazu: Es ist bereits beanstandet worden, dass beim Messschrieb für die Aerosolaktivitätskonzentration während der Anzeige eines erhöhten Wertes eine Zeitkorrektur vorgenommen worden ist. Die Aufsichtsbehörde diskutiert zwar in ihrem Abschlussbericht die Möglichkeit von zusätzlichen Aktivitätsabgaben in diesem Zeitfenster, verwirft das aber letztlich. Die Behörde sagt aber unter Wertung aller Unsicherheiten: Eine eindeutige Feststellung der Aerosolabgabe am 4. Mai 1986 ist nicht möglich.[37]
2. Die Behörde bemängelt zum Betreiberverhalten weiterhin: Die gemäß den sicherheitstechnischen Regeln....beim Anstehen der Gefahrenmeldung „Aerosolaktivitätskonzentration hoch“ zu treffenden Maßnahmen, nämlich der unverzügliche Austausch eines der beiden redundanten Schwebstofffilter (Wochenfilter), des Aerosol/Jodprobensammlers und dessen unverzügliche Ausmessung im Strahlenschutzlabor sowie die zusätzliche Entnahme einer repräsentativen Probe für die Auswertung radioaktiver Edelgase, unterblieben.[37]
3. Der Betreiber dokumentierte die Abläufe in den Logbüchern nach Behördenangaben nur unzureichend. Zur Störung in der Beschickungsanlage gibt es zwar einen kurzen Eintrag im Schichtbuch, aber die Behörde bemängelt: Ein Eintrag im Störungsbuch wurde nicht festgestellt. Zum Eingang der automatischen Alarmmeldung „Aerosolaktivitätskonzentration am Kamin hoch“ sagt die Behörde: Im Schichtbuch sind jedoch weder die Alarmmeldung noch das durch das Schichtpersonal daraufhin Veranlasste eingetragen.[37] Der von der Behörde angenommene Ablauf der Ereignisse basiert daher wesentlich auf nachträglichen Befragungen des Personals und späteren Angaben des Betreibers.
4. Probleme in der Beschickungsanlage wurden zwar am 8. Mai 1986 an die Aufsichtsbehörde gemeldet, jedoch ohne auf die Gefahrenmeldung „Aerosolaktivitätskonzentration am Kamin hoch“ hinzuweisen.[37] Nach Angaben des Betreibers lag das daran, dass ein Zusammenhang zwischen den Störungen in der Beschickungsanlage und der zeitgleichen Aerosolemission nicht erkannt worden war.[37] Das verzögerte deren Untersuchung um mehrere Wochen und erschwerte sie damit erheblich bzw. machte sie in Teilen möglicherweise unmöglich.
5. Die hohe Bodenkontamination aufgrund des Tschernobyl-Unfalls erlaubte die Bestimmung von aus dem THTR herrührenden Immissionswerten nur begrenzt: Nach Angaben der Aufsichtsbehörde auf der Basis von Ausbreitungsrechnungen über den Kamin für den ungünstigsten Aufpunkt war für die niederschlagsfreien Wetterbedingungen am Abend des 4. Mai für eine Emission von 0,2 GBq über den Kamin emittierter Aktivität mit Aerosolaktivitäten von < 1 Bq/m² zu rechnen; die durch Tschernobyl verursachte Bodenkontamination in der THTR-Umgebung lag demgegenüber nach Behördenangabe bei bis zu 10000 Bq/m².[37]
6. Im Endbericht fehlen zentrale Angaben zur Aerosolemission, etwa das gemessene Nuklidspektrum. Damals unveröffentlichte, aber mittlerweile zugängliche Dokumente der behördlichen Untersuchung weisen aus, dass nach Betreiberangaben die auf den THTR zurückzuführende Aerosolemission (insgesamt 0,102 GBq) aktivitätsbezogen aus 44 % 233Pa, 18 % 60Co, 10 % 181Hf bestand.[18] Beim Rest handelte es sich ausschließlich um Aktivierungsprodukte von Stahl. Gefundene Spaltprodukte sollen nicht aus dem THTR stammen, sondern aus der Tschernobyl-Wolke.[32] Der nach Betreiberangaben hohe Anteil an 233Pa, einem Zwischenprodukt beim Erbrüten von 233U aus Thorium und daher aus dem Kernbrennstoff stammend, ist mit dem von der Behörde angenommenen Ablauf der Aerosolemission nur schwer in Einklang zu bringen: Die Behörde geht nämlich davon aus, dass die emittierten Aerosole überwiegend nicht aus dem Primärkreis stammen, sondern aus den Entlastungsleitungen zum Kamin.[37]

Zur Bewertung des behördlichen Berichtes ist nach Meinung der Umweltbewegung folgendes Faktum von Bedeutung: Im Jahr 2014 wurde aufgrund der Untersuchungen einer vom Forschungszentrum Jülich eingesetzten unabhängigen Expertengruppe klar, dass dieselbe Aufsichtsbehörde 1978 beim Kugelhaufenreaktor AVR Jülich, dem Vorgängerreaktor des THTR, trotz guter Kenntnis der Umstände einen möglicherweise sogar schweren Störfall als Ereignis von untergeordneter sicherheitstechnischer Bedeutung eingestuft hatte (s. AVR-Expertengruppe).

#### Berichte von einer angeblich absichtlichen Freisetzung von aerosolgetragener Radioaktivität am 4. Mai 1986
Der frühere leitende THTR-Mitarbeiter Hermann Schollmeyer behauptete im Mai 2016, die Abgabe radioaktiver Aerosole in die Umgebung sei absichtlich erfolgt. Ein Teil der Graphitkugeln des Reaktors sei vor allem in Folge von Schnellabschaltungen beschädigt gewesen; Staub und abgeplatzte Partikel hätten die Rohrleitungen verstopft. Die Rohre hätte man mit Heliumgas aus dem Kühlkreislauf freiblasen wollen, die dafür benötigten Filter seien bereits bestellt und zwei bis drei Wochen später lieferbar gewesen. Nach dem Unfall von Tschernobyl habe man angenommen, dass ein Freiblasen ohne Filter wegen der in der Umgebung bereits vorhandenen radioaktiven Kontamination unentdeckt bleiben würde. Der heutige Betreiber RWE und der damalige Betriebsleiter widersprachen dieser Darstellung. Die Aufsichtsbehörde hat angekündigt, die neuen Behauptungen zu den Ereignissen sorgfältig zu prüfen. Der Sicherheitsexperte für Kugelhaufenreaktoren Rainer Moormann hält die Angaben von Schollmeyer für plausibel.
Bereits unmittelbar nach der Freisetzung hatte es Meldungen gegeben, es habe sich um eine absichtliche Emission gehandelt; diese Meldungen wurden damals im NRW-Landtag diskutiert. Von der Umweltbewegung wird nun vermutet, dass der Ausfall der Messeinrichtungen während des Vorfalls und die angebliche Beseitigung vieler Spuren des Vorfalls ebenfalls gezielt erfolgten und dass die radioaktiven Emissionen größer sein könnten als bisher angenommen. Sie hat – auch auf parlamentarischem Wege – eine Aufklärung eingefordert. Moormann hat ein Dokument vorgelegt, das Teile der Aussagen von Schollmeyer zu bestätigen scheint. Der zuständige NRW-Minister erklärte am 15. Juni 2016, es gäbe keine Beweise für die Behauptungen von Schollmeyer; weitere Untersuchungen lehnte er ab.

## Schilddrüsenkrebs in der Umgebung des THTR-300
2013 wurde durch eine amtliche Untersuchung bekannt, dass im Umkreis des THTR-300 „statistisch signifikant erhöhte Raten für Schilddrüsenkrebs bei Frauen (und nicht bei Männern) in den Jahren 2008–2010“ bestehen. Die Studie sieht keine konkreten Anhaltspunkte für den THTR als Ursache und vermutet einen „Screening-Effekt“ durch häufigere Krebsvorsorgeuntersuchungen. Die Untersuchung zur Krebshäufigkeit war ursprünglich von der Umweltbewegung wegen der Unsicherheiten hinsichtlich der bei dem Vorfall am 4. Mai 1986 emittierten Radioaktivität verlangt worden, jedoch scheint eine eindeutige Aussage zur Ursache dieses Schilddrüsenkrebses auch wegen des in der Nähe liegenden Steinkohlekraftwerks Westfalen, welches nach Angaben der Umweltbewegung rechnerisch eine Regulär-Emission von mehreren TBq pro Jahr verursachte, schwierig.

## Stilllegung und sicherer Einschluss
Während der Stillstandsphase ab September 1988 wegen gebrochener Haltebolzen in der Heißgasleitung übermittelte die HKG Ende November 1988 ein „vorsorgliches Stilllegungsbegehren“ an Bundes- und NRW-Landesregierung, um auf ihre prekäre finanzielle Lage aufmerksam zu machen: Anders als prognostiziert, hatte sich der Betrieb des THTR-300 als hochdefizitär herausgestellt, und die finanziellen Reserven der HKG waren weitgehend aufgebraucht. Zwar sah der Risikobeteiligungsvertrag zum THTR vor, dass die öffentliche Hand für die ersten drei Betriebsjahre 90 % der betrieblichen Verluste übernahm, aber dieser Übernahmesatz sank danach auf 70 %. Ohne dauerhafte Lösung dieser finanziellen Probleme sah die Aufsichtsbehörde die Voraussetzungen für einen THTR-Weiterbetrieb nicht mehr als gegeben an, und der Reaktor blieb abgeschaltet.

Im Sommer 1989 geriet die HKG dann an den Rand der Insolvenz und musste, da die Muttergesellschaften der HKG ohne höhere staatliche Zuschüsse keine weiteren Zahlungen leisten wollten, durch die Bundesregierung mit 92 Millionen DM und das Land NRW mit 65 Millionen DM gestützt werden. Zudem war die THTR-Brennelementefabrik in Hanau 1988 aus Sicherheitsgründen stillgelegt worden.
Da die USA auch kein hoch angereichertes (und damit waffenfähiges) Uran für den THTR-Betrieb mehr lieferten, hätte der Reaktor auf niedrig angereichertes Uran ohne oder mit verringertem Thoriumzusatz umgestellt werden müssen. Dies hätte sowohl ein neues Genehmigungsverfahren mit ungewissem Ausgang erforderlich gemacht als auch eine beträchtliche Leistungsverminderung zur Folge gehabt. Daher wurde diese Option bald aufgegeben und es stand mit den vorhandenen Reserven nur noch Standardbrennstoff für gut zwei Jahre Betrieb zur Verfügung. Wegen des erheblichen, auch ökonomischen Risikos des THTR-Betriebes hielt der Betreiber jedoch auch für einen nur zweijährigen Auslaufbetrieb zusätzliche Rücklagen von 650 Millionen DM für erforderlich, da ein entsprechender Anstieg der Defizite bis 1991 erwartet wurde und nur viel zu geringe Rücklagen für die Entsorgung vorhanden waren. Der Vorstandsvorsitzende des HKG-Hauptgesellschafters VEW Klaus Knizia sprach sich sogar für eine schnelle THTR-Stilllegung aus, damit die HTR-Entwicklung insgesamt nicht durch weitere Störungen beim THTR belastet werde. Die Wirtschaftsprüfungsgesellschaft Treuarbeit AG gab ebenfalls eine mittelfristig ungünstige ökonomische Prognose zum THTR-300 ab.

Verhandlungen zwischen Bundesregierung, dem Land Nordrhein-Westfalen und der Elektrizitätswirtschaft zu diesen Rücklagen scheiterten, da weder das Land Nordrhein-Westfalen noch die Elektrizitätswirtschaft wesentliche Beiträge dazu leisten wollten. Aufgrund von wirtschaftlichen, technischen und sicherheitstechnischen Überlegungen sowie wegen des geschwundenen Interesses der Energiewirtschaft an Kugelhaufenreaktoren wurde dann am 1. September 1989 die Stilllegung des THTR-300 beschlossen, die dann am 26. September 1989 von der HKG gemäß Atomgesetz bei der Aufsichtsbehörde beantragt wurde.
Die HKG schlug 1989 Bund und Land NRW vor, den THTR nach dem sicheren Einschluss an das Forschungszentrum Jülich zum Rückbau zu übereignen. Da das faktisch einem Abwälzen der Entsorgungsverantwortung gleichgekommen wäre, wurde der Vorschlag jedoch nicht umgesetzt.
Von Oktober 1993 bis April 1995 wurden die abgebrannten, intakten und zerbrochenen Brennelemente in 305 Brennelementbehältern vom Typ Castor in das Zwischenlager Ahaus transportiert, zwei Castoren enthalten die Brennelemente des THTR-Hilfsreaktors zur Abbrandmessung. Wegen der kurzen Betriebszeit wurde nur ein mittlerer Brennelementabbrand von etwa 5,2 % fima erreicht (Zielwert: 11,4 % fima). Daher ist das hochangereicherte Uran nur unvollständig verbraucht und es ist ein deutliches Proliferationsrisiko bei den entladenen THTR-Brennelementen zu vermuten: Das unverbrauchte hoch angereicherte Uran soll nach Berechnungen von Moormann für ca. sechs bis zwölf Atombomben des Hiroshima-Typs ausreichen. Im Reaktor werden noch ca. 1 bis 1,6 kg Spaltstoff (entsprechend 2000 bis 3000 Brennelementen) vermutet.
Die nicht verbrauchten, frischen 362.000 THTR-Brennelemente wurden in der schottischen Wiederaufarbeitungsanlage Dounreay aufgearbeitet, das hoch angereicherte Uran wurde nach Deutschland zurückgebracht und im Forschungsreaktor München II eingesetzt. Der Reaktor selbst wurde bis 1997 in den sogenannten „sicheren Einschluss“ überführt und verursacht weiter Kosten in Höhe von 6,5 Millionen Euro jährlich. Obwohl diese Kosten bis 2009 ausschließlich von der öffentlichen Hand getragen wurden, erhielten die Eigentümer von der EU Steuervergünstigungen für die Stilllegung; wegen eines laufenden Verlängerungsantrags für diese Steuervergünstigungen kam es 2011 zu einer politischen Kontroverse.

Der Reaktor enthält noch ca. 390 Tonnen radioaktive Anlagenbauteile, dazu kommt der teilweise kontaminierte Spannbetonbehälter. Im Dezember 2017 wurde beschlossen, im Jahr 2028, nach teilweisem Abklingen der Radioaktivität, mit dem Abriss zu beginnen, für den etwa 20 Jahre veranschlagt werden. Die Kosten für die Entsorgung ohne Endlagerung wurden 2007 vom Eigentümer mit ca. 350 Millionen Euro veranschlagt, 2011 wurde eine Milliarde Euro angegeben. Der Vergleich mit dem ebenfalls nach unbefriedigendem Betrieb 1988 stillgelegten, ähnlichen US-HTGR Fort St. Vrain (prismatische Brennelemente, 330 MWel), der schon bis 1997 mit Kosten von 174 Millionen USD zurückgebaut und in ein Gaskraftwerk umgewandelt werden konnte, weist auf die schwierigen Rückbaubedingungen beim THTR hin. 2012 verfügte die HKG nur noch über Eigenmittel von 41,5 Millionen Euro. Wegen der Rechtsform als GmbH ist Durchgriffshaftung auf die HKG-Gesellschafter zur Deckung der Entsorgungskosten nicht möglich, sodass die Kostenübernahme ungeklärt ist. Im Umfeld wurden bereits unbegrenzte Garantieerklärungen abgegeben, so von den Wuppertaler Stadtwerken (WSW) gegenüber dem Gemeinschaftswerk Hattingen. Ungeklärt sind auch eventuelle Folgen einer Kostenübernahme für die beteiligten Stadtwerke und Kommunen, da einige dieser Kommunen finanziell schlecht gestellt sind.
Der Wirtschaftsphysiker Reiner Kümmel zitiert in seinem Buch The Second Law of Economics den Bankier und Kaufmann Hermann Josef Werhahn, der nach eigener Einschätzung die „Reaktortechnologie mit den kugelförmigen Brennelementen von Anfang an als Berater begleitet“ hat, mit der Aussage, dass die Möglichkeit, Elektrizität und Wärme in dezentralen kommunalen Anlagen zu erzeugen, den kommerziellen Interessen der großen Energieversorger entgegenstand. Werhahn ist allerdings vielfach durch sehr positive, aber wissenschaftlich unbelegte Einschätzungen zum HTR wie „raketenfest“, „idiotensicher“, „schurkensicher“ oder „Endlagerfrage gelöst“ hervorgetreten.

Der Umweltforscher Klaus Traube sieht demgegenüber das Scheitern der Kugelhaufen-HTR in Deutschland in ihrer technischen und sicherheitstechnischen Unterlegenheit gegenüber dem Leichtwasserreaktor begründet, da Hochtemperaturreaktoren eine Weiterentwicklung der militärischen Graphitreaktoren zur Plutoniumerzeugung darstellen, die sich als Leistungsreaktoren weniger eignen, während LWR von Anfang an als Leistungsreaktoren konzipiert und optimiert wurden.

## Betreibergesellschaft (Stand 2010)
- 31 % RWE Power Aktiengesellschaft
- 05 % Stadtwerke Aachen Aktiengesellschaft
- 12 % Gemeinschaftswerk Hattingen GmbH
  - 48 % WSW Wuppertaler Stadtwerke AG, d. h. 5,76 %
  - 52 % RWE Power AG, d. h. 6,24 %
- 26 % Gemeinschaftskraftwerk Weser GmbH & Co. OHG
  - 33,33 % Stadtwerke Bielefeld, d. h. 8,67 %
  - 66,66 % Preussenelektra GmbH (vormals E.ON Kernkraft GmbH[68]), d. h. 17,33 %
- 26 % Mark-E Aktiengesellschaft; 100 % Tochter der Enervie – Südwestfalen Energie und Wasser AG
  - 42,66 % Stadtwerke Hagen, d. h. 11,09 %
  - 24,16 % Stadt Lüdenscheid, d. h. 6,28 %
  - 19,06 % Remondis Wasser & Energie GmbH (gekauft von der RWE Deutschland AG), d. h. 4,96 %[69]

## Betriebselemente im Handel
Graphitische Betriebselemente des THTR ohne Kernbrennstoff wurden bereits bei eBay angeboten. Gemäß dem NRW-Wirtschaftsministerium sind bei Stilllegung des Reaktors nicht bestrahlte und damit nicht radioaktive Betriebselemente an Sammler und Interessierte abgegeben worden. Es gibt bisher keinen Nachweis, dass auch Kugelbrennelemente mit Kernbrennstoff, also hoch angereichertem waffenfähigem Uran, missbräuchlich verwendet wurden. Alle bisherigen Funde, am Forschungszentrum Jülich z. B. auf Deponien und in Abwasserleitungen, erwiesen sich als kernbrennstofffrei und nicht radioaktiv.

## Mikrokügelchen in der THTR-Umgebung
2011 wurden in der Umgebung des THTR Mikrokügelchen entdeckt, die teilweise den coated particles des THTR-300 ähneln. Ähnliche Mikrokügelchen spielen in der Diskussion um die Leukämiehäufung in der Elbmarsch eine Rolle. Auch wurden ähnliche Mikropartikel in der Nähe von Anlagen, welche in Hanau nukleare Brennstoffe herstellten, gefunden. Wegen der Unsicherheiten hinsichtlich der bei dem Vorfall am 4. Mai 1986 emittierten Radioaktivität kam der Verdacht auf, es könne sich um Brennstoffpartikel aus dem THTR-300 handeln. Im Graphit der Brennelemente ist der Brennstoff in Form von beschichteten Teilchen von weniger als 1 mm Durchmesser eingebettet. Die Beschichtung der Brennelementteilchen mit Pyrokohlenstoff dient der Rückhaltung der Spaltprodukte. Analysen der NRW-Untersuchungsämter konnten aber keine erhöhte Radioaktivität in den Mikrokügelchen nachweisen. An den Messmethoden der Untersuchungsämter wird jedoch Kritik geäußert.

## Auswirkungen der vorzeitigen Stilllegung auf die HTR-Entwicklung
Die Probleme und die Stilllegung des THTR-300 führten zum weitgehenden Ende der Kugelhaufenreaktorentwicklung in Deutschland. Verhandlungen zur Markteinführung des bei Siemens entwickelten HTR-Modul (200 MWth) mit dem Chemiekonzern Hoechst, dem Chemiekombinat Leuna/DDR, dem US-Verteidigungsministerium (für eine Anlage zur Erzeugung von Tritium für Wasserstoffbomben) und der Sowjetunion scheiterten vor dem Hintergrund des THTR-300; ein standortunabhängiges Genehmigungsverfahren für den HTR-Modul in Niedersachsen wurde vom Antragsteller, dem Energiekonzern Brigitta & Elwerath, 1988 ergebnislos abgebrochen.

Die Firma Hochtemperatur-Reaktorbau (HRB) wurde daraufhin aufgelöst, ebenso die bei Siemens/Interatom vorhandenen Firmenteile zur HTR-Entwicklung, es verblieb lediglich eine kleine Firma zur Vermarktung des aufgebauten HTR-Know-hows. Die Brennelemententwicklung bei Nukem wurde eingestellt. Die Kernforschungsanlage Jülich wurde in Forschungszentrum Jülich umbenannt und die HTR-Forschungsbereiche wurden 1989 auf 50 Personen reduziert, mit bis 2005 kontinuierlich sinkender Tendenz; die von 2005 bis 2010 amtierende HTR-freundliche NRW-Landesregierung verstärkte die HTR-Forschung jedoch wieder. Nach längerer öffentlicher Diskussion beschloss der Aufsichtsrat des Forschungszentrums Jülich erst im Mai 2014, die HTR-Forschung in Jülich Ende 2014 einzustellen und die Versuchsstände stillzulegen.
Es gelang den Kugelhaufenbefürwortern ab 1988 trotz damals geltender Embargos gegen Südafrika und China, das Know-how in diese Länder zu transferieren. In Südafrika war ursprünglich ein kleiner Kugelhaufenreaktor (500 kW) für militärische Zwecke (Atom-U-Boot) geplant, was im Zusammenhang mit den Atomwaffen der Apartheidregierung zu sehen ist. Nach dem Ende der Apartheid wurde daraus ein vollständig ziviles Projekt, das aber 2010 endgültig scheiterte.
In China wurde ein kleiner Kugelhaufenreaktor (HTR-10) nahe Peking gebaut. Seit 2005 ist der HTR-10 nur noch selten in Betrieb, was von Kugelhaufenbefürwortern auf die Priorisierung des größeren Nachfolgereaktors HTR-PM zurückgeführt wird, von Kritikern aber mit technischen Problemen beim Kugelumwälzen in Verbindung gebracht wird.
Aufgrund der sehr reservierten Haltung der deutschen Energieversorger und der reaktorbauenden Industrie gegenüber Kugelhaufenreaktoren, die wesentlich durch den Misserfolg des THTR-300 verursacht ist, hat es nach dem THTR-300 keinerlei Renaissance dieser Technologie in Deutschland gegeben. Dennoch gibt es in Deutschland für Kugelhaufenreaktoren noch eine Lobby, zu der u. a. Eigner des Werhahn-Konzerns, die LaRouche-Bewegung, einzelne konservative Politiker speziell aus Nordrhein-Westfalen, nationalkonservative Kreise sowie der frühere Umweltpolitiker Fritz Vahrenholt und der Ökonom Hans-Werner Sinn zählen.
Versuche dieser Lobby, nach der Nuklearkatastrophe von Fukushima die Kugelhaufentechnologie unter dem Motto „Umsteigen statt Aussteigen“ (gemeint ist der Umstieg auf angeblich sichere Kugelhaufenreaktoren) neu zu beleben, verpufften ohne nennenswerte Resonanz. Innerhalb der Kugelhaufenlobby ist die Bewertung des THTR-300 strittig: Während eine Gruppe große technische Schwierigkeiten beim THTR-300 und ihren Einfluss auf die Stilllegung einräumt sowie ein prinzipiell anderes Konzept verlangt, sehen andere im THTR-300 insgesamt einen Erfolg und sprechen von „rein politisch bedingter Stilllegung“. Dagegen spricht jedoch, dass seit Jahren weltweit kein neuer Kugelhaufenreaktor im Dauerbetrieb gehalten werden konnte.

## Trockenkühlturm
Der THTR-300 war mit dem damals größten Trockenkühlturm der Welt ausgerüstet. Am 10. September 1991 wurde der Kühlturm gesprengt. Ihn für das benachbarte Kohlekraftwerk Westfalen einzusetzen, war nicht praktikabel, da seine Luft-Wasserwärmetauscher schon beim Einsatz für den THTR-300 in der landwirtschaftlich genutzten Umgebung außerordentlich schnell verschmutzten, so dass das Kernkraftwerk zwischen den Reinigungszyklen zeitweise mit Teillast gefahren werden musste.
Der Plan, ihn als technisches Denkmal zu erhalten, scheiterte an den Kosten.
| Technische Daten              |                  |
| ----------------------------- | ---------------- |
| Bauart                        | Trockenkühlturm  |
| Basisdurchmesser              | 141 m            |
| Oberkante Seilnetzmantel      | 147 m            |
| Höhe der Lufteintrittsöffnung | 19 m             |
| Höhe des Mastes               | 181 m            |
| Durchmesser des Mastes        | 7 m              |
| Wassermenge                   | 31.720 m³/Stunde |
| Warmwassertemperatur          | 38,4 °C          |
| Kaltwassertemperatur          | 26,5 °C          |

## Daten des Reaktorblocks
| Reaktorblock | Reaktortyp                    | Netto- leistung | Brutto- leistung | Baubeginn   | Netzsyn- chronisation | Kommer- zieller Betrieb | Abschal- tung |
| ------------ | ----------------------------- | --------------- | ---------------- | ----------- | --------------------- | ----------------------- | ------------- |
| THTR-300     | Thorium-Hochtemperaturreaktor | 296 MW          | 308 MW           | 1. Mai 1971 | 16. Nov. 1985         | 1. Juni 1987            | 29. Sep. 1988 |

| Technische Daten                         | THTR-300              |
| ---------------------------------------- | --------------------- |
| thermische Leistung                      | 759,5 MW              |
| elektrische Leistung                     | 307,5 MW              |
| Wirkungsgrad                             | 40,49 %               |
| Mittlere Leistungsdichte                 | 6 MW/m³               |
| Reaktorkern Höhe/Durchmesser             | 6 m / 5,6 m           |
| Spaltstoff                               | 235U                  |
| Höhe Reaktordruckbehälter                | 25,5 m                |
| Durchmesser Reaktordruckbehälter         | 24,8 m                |
| Masse des Spaltstoffs                    | 344 kg                |
| Brutstoff                                | 232Th                 |
| Masse des Brutstoffs                     | 6400 kg               |
| Spaltstoffanteil am Schwermetall-Einsatz | 5,4 %                 |
| Absorbermaterial                         | B4C                   |
| Kühlmittel                               | He                    |
| Eintrittstemperatur                      | 250 °C                |
| Austrittstemperatur                      | 750 °C                |
| Druck                                    | 39,2 bar (3,92 MPa)   |
| Arbeitsmittel                            | H2O                   |
| Speisewassertemperatur                   | 180 °C                |
| Frischdampftemperatur                    | 530 °C                |
| Frischdampfdruck                         | 177,5 bar (17,75 MPa) |

## Kritik

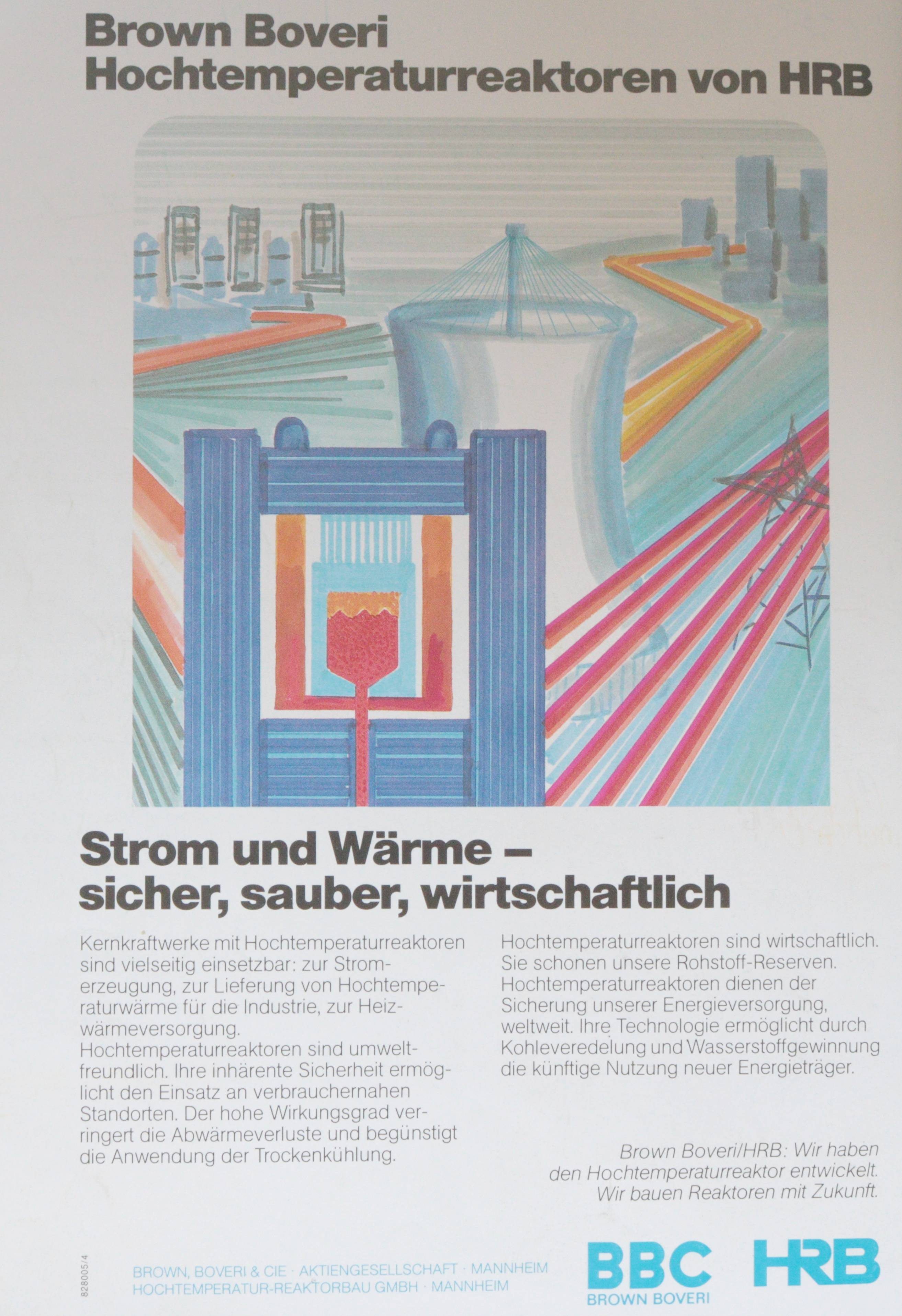

Trotz seiner Bezeichnung als Thorium-Reaktor gewann der Reaktor Energie im Wesentlichen aus der Spaltung von Uran-235: Zwar bestand sein Kernbrennstoff zu 90 % aus Thorium, aber dieses war zu weniger als 30 % an seiner Energieerzeugung beteiligt. Wegen
- der unzureichenden Wirtschaftlichkeit (u. a. weil kein Eingang der Betriebsergebnisse des AVR Jülich in das Planungsverfahren erfolgte),
- seiner problematischen Brennstoffversorgung (aufgrund 1977 gekündigter Verträge der US-Regierung mit EURATOM über die Lieferung von hochangereichertem Uran (HEU)),
- der sehr hohen Baukosten (zwölffaches Überschreiten der ursprünglichen Planungen),
- seiner ungewöhnlich langen Bauzeit (16 Jahre),
- der unerwartet geringen Langzeitstandfestigkeit des Reaktorbehälters aus Beton,
- seiner Störanfälligkeit (Störungen im Mittel alle drei Tage),
- seiner problematischen Betriebsführung (u. a. Versuche, Störfälle zu verschleiern) und
- seines unbefriedigenden (regelmäßige Betriebspausen alle sechs Wochen) und kurzen Betriebs

gilt er vielfach als eines der größten technischen Debakel im Nachkriegsdeutschland.